# Гамбит Гёринга
Гамбит Гёринга — дебют, начинающийся ходами: 

1. e2-e4 e7-e5 
 2. Кg1-f3 Кb8-c6 
 3. d2-d4 e5:d4 
4. c2-c3
Отдельная система игры в шотландской партии.

## История
Этот гамбит был изобретён немецким мастером Карлом Гёрингом (1841—1879). В случае принятия чёрными жертвы пешки белым предоставляются интересные атакующие возможности. Однако чёрные имеют возможность отклонить гамбит, что ведёт к равной игре. В обоих вариантах чёрные имеют возможность получить удобную игру. Несмотря на то, что гамбит Гёринга встречался в практике некоторых сильнейших югославских шахматистов (среди которых Драголюб Велимирович и Любомир Любоевич) конца 1960-х — начала 1970-х гг., он не стал популярным, отчасти вследствие того, что почти во всех партиях его отклоняли.